# Мерсеризация
Мерсериза́ция — кратковременная обработка ткани концентрированным раствором едкого натра под натяжением на холоде с последующей промывкой её горячей и холодной водой. Повышает накрашиваемость ткани активными и прямыми красителями, предотвращает выцветание, повышает прочность, придаёт материалу шелковистый блеск. Считается, что мерсеризация улучшает показатели усадки тканей.

## История
Процесс был разработан в 1844 году Джоном Мерсером (John Mercer) из Грейт-Харвуд (Ланкашир, Великобритания), который обогащал хлопковые волокна гидроксидом натрия. Волокна набухали, так что разновидность процесса, использовавшаяся Мерсером, сокращала общий размер ткани и делала ткань прочнее и более легкоокрашиваемой. Процесс не был популярен, пока в 1890 году не был доработан до современного вида: хлопок растягивался во избежание уменьшения размеров, и автор идеи, Хорас Лоу, обнаружил, что волокна приобрели блеск.
Мерсеризация изменяет химическую структуру хлопкового волокна. Структура волокон переходит из состояния альфа-целлюлозы в термодинамически более благоприятную бета-целлюлозу. Мерсеризация приводит к набуханию клеточной стенки хлопкового волокна. Это приводит к увеличению площади поверхности и придаёт волокну блестящий вид.
Целью мерсеризации являются придание хлопковому волокну блеска и способности интенсивнее окрашиваться, а также увеличение его механической прочности. Сущность процесса заключается в обработке целлюлозных тканей или пряжи концентрированными растворами едкого натра (240—280 г/л) при температуре 16—20 °С под натяжением с последующей энергичной промывкой их горячей и холодной водой.
В результате этого процесса происходят химические, физико-химические процессы и структурные изменения:
- набухание целлюлозного волокна и проникание едкого натра сначала в аморфную, а затем и в ориентированную часть волокна;
- избирательное поглощение (сорбция) целлюлозой едкого натра, сопровождаемое частичным разрушением межмолекулярных водородных связей, повышение реакционной способности целлюлозы;
- увеличение благодаря набуханию площади поперечного сечения элементарного волокна и его объёма, увеличение размера пор внутри волокна:
- химическое взаимодействие едкого натра с целлюлозой происходит как экзотермическая реакция с образованием щелочной целлюлозы по схеме: (С6Н10О5)n + nNaOH+(C6H10O5-NaOH)n;
- образование алкоголята целлюлозы (С6Н3O4—ONa), по-видимому, за счет взаимодействия щелочи с вторичной гидроксильной группой, находящейся в а-положении по отношению к глюкозидной связи и обладающей более кислыми свойствами, чем группы — ОН простых спиртов;
- частичное разрушение морфологической структуры целлюлозы, а также структурные изменения макромолекул целлюлозы в результате гидролиза щелочной целлюлозы при взаимодействии с водой (природная целлюлоза частично переходит в гидратцеллюлозу).

Щелочная целлюлоза является непрочным соединением, она легко разрушается при промывке водой с образованием гидратцеллюлозы, не отличающейся по химическому составу от целлюлозы, но в то же время обладающей повышенной гигроскопичностью, более высокой реакционной способностью, что объясняется увеличением поверхности микромолекул волокна.
Число гидроксильных групп, реагирующих со щелочью при мерсеризации, изменяется в зависимости от условий проведения процесса: концентрации NaOH, температуры, наличия добавок в мерсеризационной ванне.
Степень набухания волокна характеризует активность процесса мерсеризации, с понижением температуры степень набухания целлюлозы в растворе щелочи увеличивается. Хлопковое волокно максимально набухает при температуре 8 °С в 12—14%-м растворе едкого натра; при температуре 25°С — в 18%-м растворе едкого натра.
После мерсеризации хлопковые волокна приобретают более правильную цилиндрическую форму, стенки их набухают и утолщаются, канал становится уже. Волокна и ткань приобретают блеск, эластичность, повышенную гигроскопичность и восприимчивость к красителям.
При мерсеризации без натяжения наблюдается уменьшение ориентированной части макромолекул целлюлозы, благодаря чему происходит изменение размеров волокна (усадка). Волокно укорачивается, а диаметр его соответственно увеличивается. Вследствие утолщения волокна нити в тканях сближаются, ткань становится плотнее, а волокно — прочнее и эластичнее.
При мерсеризации в натянутом состоянии изменяется форма извитого хлопкового волокна. Волокно выпрямляется, физические изменения отражаются на оптических свойствах волокна и ткани: повышается блеск, приобретается шелковистость, сохраняемые при носке изделий. Кроме того, достигается повышенная сорбция и экономия красителей на 10—15 % при крашении в светлые тона и на 25—30 % при крашении в темные тона, волокна прокрашиваются более глубоко, и прочность окрасок становится более высокой.

## Качество мерсеризованной ткани. Условия мерсеризации
Качество исходного волокна существенно влияет на эффект мерсеризации. Длинноволокнистый хлопок, крученая двойная пряжа, ткани атласного переплетения приобретают лучший блеск, чем ткани полотняного переплетения. Кроме того, плотные одежные ткани приобретают особую добротность, а у некоторых тонких тканей (маркизет) ещё и улучшаются механические свойства. Натяжение при мерсеризации способствует активности межмолекулярного взаимодействия, что отражается на снижении способности волокон к набуханию, а физико-механические показатели волокна улучшаются.
Повышенная реакционная способность мерсеризованного волокна выражается в ускорении гидролиза целлюлозы под действием кислот и в понижении стойкости её к действию окислителей. Наряду с этим мерсеризованное волокно более устойчиво к свету и погоде, чем немерсеризованное.
Качество мерсеризованной ткани в значительной степени зависит от условий мерсеризации: концентрации щелочи, температуры и длительности обработки, добавок ТВВ, степени натяжения ткани.
Хлопчатобумажные ткани обычно мерсеризуют растворами едкого натра концентрацией 225—300 г/л. Однако мерсеризацию при таких концентрациях едкого натра нельзя проводить охлажденными растворами, так как концентрированные растворы едкого натра становятся слишком вязкими и за короткое время не могут в достаточной степени пропитать волокно, степень усадки при этом снижается.
Наиболее приемлемой считается температура 15—18 °С, более высокая температура так же, как и более низкая (5—10 °С), отрицательно сказывается на эффекте мерсеризации. Длительность процесса обработки ткани при мерсеризации зависит от степени очистки ткани, оптимальным считается время 30—90 с, а для суровых тканей — не менее 2 мин.
При мерсеризации плотных одежных тканей содержание едкого натра снижают до 125—145 г/л, процесс ведут при температуре 20—25 °С. Такая обработка носит название полумерсеризации, а так как действие едкого натра на целлюлозу сопровождается, хотя и незначительным, повышением температуры раствора, пропиточные растворы едкого натра через змеевики внутри ванны охлаждают холодной водой, это необходимо обычно при мерсеризации суровых тканей.
Для усиления эффекта мерсеризации и лучшего использования едкого натра к растворам его добавляют смачиватели (ТВВ) типа сульфирола (8—0,5 г/л). Хлопчатобумажную ткань, (батист, шифон, маркизет, сатины и др.) лучше всего мерсеризовать после расшлихтовки и щелочного отваривания.
Как известно, пропитывание концентрированными растворами едкого натра не только суровой, но и гидрофильной ткани является трудной задачей. В Венгрии разработан способ мерсеризации суровых тканей, согласно которому хорошее пропитывание ткани (в течение б с) достигается при предварительном нагревании её и применении горячего (температура 80 °С) раствора едкого натра. Затем ткань отжимают и быстро, в течение 5 с, охлаждают водой до температуры 15 °С, при этом едкий натр с ткани почти не удаляется. Далее ведут обычную обработку.
В Германии предложен способ, согласно которому ткань, нагретую до температуры 100 °С и выше, пропитывают в течение 5 с раствором едкого натра, нагретым до температуры 100 °С. Затем ткань отжимают до 100 % и под натяжением охлаждают в течение 5 с на цилиндрах, омываемых водой. В этих условиях для собственно мерсеризации достаточно 3—5 с.

## Совмещение технологических процессов
Совмещение технологических процессов является одним из путей повышения эффективности технологии облагораживания тканей, сокращения длительности обработки и уменьшения трудоемкости. С физико-химической точки зрения совмещение операций представляет большой интерес, так как позволяет осуществлять независимо протекающие селективные реакции. Например, в технологии беления совмещают операции отваривания и расшлихтовки, отваривания и беления, мерсеризации и отваривания, отбеливания и крашения.
В ИвНИТИ совместно с машиностроителями создана линия ЛМО-140 для совмещения мерсеризации и отваривания тканей под крашение в темные и средние тона (ткани — из крученой пряжи, поверхностная плотность — до 300 г/м²).
Была предложена поточная линия для мерсеризации, отваривания и беления хлопчатобумажных тканей. Суровые ткани без расшлихтовки поступают на валковую мерсеризационную машину, обрабатываются в течение 50—60 с щелочью (23%-й раствор NaOH и 8—10 г/л ПАВ) при температуре 15—20 °С. Отжим ткани на выходе из промывной части машины составляет 80%-ное содержание едкого натра—3—5 %. Далее ткань поступает в пропиточную машину для обработки раствором, содержащим (г/л): едкого натра — 6—7, луфиброла KB — 10, леофена KB — 2, пирофосфата натрия — 3. После пропитывания и 100—130%-го отжима ткань обрабатывают в запарной камере насыщенным паром в течение 35—60 с при температуре 142 °С под давлением, промывают, кислуют, промывают и пропитывают белящим раствором, содержащим (г/л): перекиси водорода — 10, силиката натрия — 15, едкого натра (дополнительно к щелочи, находящейся в силикате) — 2,5, ПАВ — 0,5. После отжима, как н в предыдущем случае, следует кратковременное запаривание.
В описанном способе последовательно сочетаются традиционные технологические обработки. Другой характер имеет технологическое совмещение процессов мерсеризации и беления, предложенное и осуществленное ИвНИТИ. Способ реализован на агрегате для беления врасправку. Суровую хлопчатобумажную ткань пропитывают на плюсовке горячим раствором, содержащим (г/л): едкого натра — 180—210, анионоактивного препарата «Талка» — 5—10, 38%-го бисульфита натрия — 5. После отжима следует запаривание в течение 10 мин при температуре 100—101 °С, промывка, пропитывание щелочным раствором перекиси водорода, запаривание в течение 20 мин и снова промывка. Для уменьшения усадки по утку ткань перед поступлением на сушильные барабаны растягивают дуговыми ширителями.
Данный способ исключает деструктирующее действие концентрированных щелочных растворов на целлюлозу в присутствии кислорода воздуха, благодаря тому, что на ткани в процессе запаривания нет сорбированного кислорода (кислород удален в горячем растворе щелочи, вскипающем на ткани в период нахождения в зрельннке). При запаривании ткани, пропитанной концентрированным раствором щелочи, на ткани протекает экзотермическая реакция. В запарной камере (температура 100—101 °С) в кипящем растворе едкого натра температура на ткани достигает 107—108 °С. В этих условиях, как установлено специальными опытами, кислород удаляется полностью. При более низких температурах не удастся достигнуть полного удаления кислорода даже при введении восстановителей (бисульфита натрия). Баритовое число у тканей, обработанных но совмещенному способу, достигло таких же значений, как и у обычных мерсеризованных тканей (108—115 % у поплина). Показатели качества ткани (капиллярность, белизна, накрашиваемость красителями различных классов) были на хорошем уровне.

## Мерсеризация при высокой температуре
Мерсеризация при высокой температуре и формирование на этой основе специфических совмещенных процессов продолжает привлекать внимание исследователей.
К числу наиболее важных преимуществ этих способов относят значительное повышение равномерности мерсеризации и возможность её совмещения со скоростным отвариванием. Ткань опаливают, мерсеризуют при температуре 97 °С, отваривают в реакторе «Вейпорлок» в течение 4 с, промывают, в течение 5 мин отбеливают перекисью водорода (2,5%-й раствор + обычные добавки). Белизна ткани после отваривания — 58 %, после беления — 87,2 %. Подготовленная ткань отличается повышенной реакционной способностью, что позволяет сократить длительность отваривания и получить хорошие результаты в отделке.
Фирмой «Кляйневеферс» (ФРГ) предложена поточная линия для непрерывной подготовки тяжелых хлопчатобумажных тканей (250—520 г/м) врасправку. Мерсеризация суровой ткани проводится после расшлихтовки. Щелочь, не отмытая с ткани, после мерсеризации используется для интенсификации последующего отваривания в реакторе под давлением. Процесс состоит из расшлихтовки, сушки, мерсеризации, отваривания и запаривания, интенсивной промывки, сушки, закатывания ткани в рулон и беления в аппарате системы «Бентелер». Скорость перемещения ткани — 100—125 м/мин.
В ИвНИТИ разработан способ отваривания тканей с применением мерсеризационного раствора едкого натра (200—250 г/л), который дает реальную возможность не только быстро и эффективно очистить ткань от естественных примесей, но и придать ткани такие свойства, которые приобретаются ею в процессе мерсеризации.
Весь производственный цикл подготовки ткани, включая беление по щелочно-перекисноводородному способу, занимает в этом случае всего 30—35 мин. Показатели качества ткани (белизна, капиллярность, блеск, баритовое число и др.), обработанной щелочью повышенной концентрации, практически не отличаются от тех, которые получают при разрозненных операциях отваривания и мерсеризации. При высокотемпературной обработке возможен меньший расход свежего (концентрированного) раствора едкого натра, лучший «баланс» щелоков и, кроме того, легче осуществляется отмывка ткани.

## Мерсеризация жидким аммиаком
Мерсеризацией жидким аммиаком целлюлозных материалов впервые в нашей стране начали заниматься под руководством Б. Н. Мельникова группы специалистов и научных работников в ИХТИ и ИвНИТИ. Благодаря их усилиям проблема использования жидкого аммиака для обработки целлюлозных материалов в процессах отделки тканей становится реальностью.
Обработка жидким аммиаком обеспечивает ещё более высокие результаты как по скорости процесса, так и по показателям качества хлопчатобумажной ткани. В этом случае для полного завершения процесса требуется всего 1—2 с. За это кратчайшее время происходит перестройка пространственной структуры целлюлозы. При обработке хлопковых волокон целлюлоза переходит из структурной модификации I в структурную модификацию III. При обработке волокон из регенерированной целлюлозы исходная структурная модификация целлюлозы II в значительной степени переходит также в целлюлозу III. Перестройка структуры приводит к дскристаллизации волокон, увеличению их пористости и возрастанию доступной внутренней поверхности.
Скоротечность протекания процессов в жидком аммиаке позволяет объединить в неразрывное целое ряд разрозненных технологических процессов. Жидкий аммиак является очень сильным сольватирующим растворителем. Благодаря этим свойствам в среде жидкого аммиака можно проводить процессы крашения и заключительной отделки, достигая одновременно и эффекта мерсеризации. Действие жидкого аммиака на целлюлозу при температуре −33 °С существенно отличается от действия газообразного аммиака или его водных растворов. Жидкий аммиак энергично реагирует с гидроксильными группами целлюлозы, при этом водородные связи целлюлозы разрушаются и реактив стремительно проникает в толщу материала, вызывая значительное набухание волокна. После испарения аммиака в волокне сохраняется ряд необратимых изменений, а внешний вид волокна почти тот же.
При обработке жидким аммиаком не происходит деструкции целлюлозы, а прочность на разрыв суровой хлопчатобумажной пряжи 25 текс повышается на 15 %, стойкость к истиранию — на 35 %, удлинение снижается вдвое. Кроме того, относительная прочность на разрыв одиночной нити увеличивается на 25 %.
Увеличение прочности пряжи при обработке жидким аммиаком вызвано упрочнением волокна: форма волокна более распрямленная и округлая, чем у необработанного волокна. Действие жидкого аммиака даже на вискозную штапельную ткань приводит к стабилизации её линейных размеров. Эффект стабилизации особенно заметно проявляется при обработке ткани жидким аммиаком в условиях жесткой фиксации её размеров.
Перед поступлением в камеру ткань тщательно высушивают и охлаждают. Обработка аммиаком проводится в двух ваннах плюсовки. Длительность обработки варьируют, изменяя скорость движения ткани. Для удаления аммиака ткань пропускают через два больших обогреваемых цилиндра, обтянутых сукном. При этом способе регенерируют 95—98 % аммиака, остальная его часть удаляется пропариванием в дополнительной камере.

## Оборудование для мерсеризации тканей
При мерсеризации отваренной ткани сухую или мокроотжатую ткань пропитывают на плюсовке раствором едкого натра (225—300 г/л) при температуре 16—18 °С, затем в зависимости от конструкции мерсеризованной машины ткань в натянутом состоянии поступает в течение 35—120 с на стабилизирующие цилиндры (бесцепные машины) или на цепное поле, а также для последующей промывки, сочетающейся с реакцией нейтрализации щелочи кислотой.
Цепная мерсеризационная машина предназначена для мерсеризации суровой и беленой отваренной ткани одним широким полотном с последующим ширением, промывкой, нейтрализацией и сушкой. На цепной мерсеризационной машине обрабатывается ассортимент тканей с наибольшей поверхностной плотностью (до 250 г/м²): сатины и ластики кардные, сатины и ластики гребенные и полугребенные, ткани платьевой группы (зеферин, далемба, кашемир, поплины, пике детское, ткани сорочечного типа, ткани платьевые, платьево-костюмные) и др. Ткани повышенной поверхностной плотности требуют при мерсеризации значительного натяжения полотна по ширине, что можно осуществить на цепной ширильной машине.
Ткани мерсеризуются мокроотжатыми и сухими, поэтому в состав мерсеризационных линий могут включаться отжимные машины для полотна и барабанные сушильные машины.
Для интенсификации процесса промывки в линию включается выщелачиватель — закрытая паропромывная коробка с гидравлическими затворами, спрысками и противотоком обработки водой. В зависимости от места мерсеризации в технологическом процессе, например при мерсеризации отбеленных тканей, желательно иметь усиленную промывную часть, чтобы избежать получения на ткани остатков реактивов и загрязнений. Наиболее распространенными цепными мерсеризационными машинами являются ЛМЦ-140 и машина фирмы «Киото».
На цепной машине ЛМЦ-140 ткань после отжима до 70%-й влажности в натянутом состоянии погружается на время 10—60 с в раствор едкого натра (225—250 г/л) при температуре 15—20 °С поочередно в первую, затем — во вторую плюсовку с последующей тщательной промывкой в цепном поле и выщелачивателе.
В выщелачивателе из ткани извлекается до 90 % едкого натра, на выходе из выщелачиватсля ткань обрабатывается слабым раствором серной кислоты и тщательно промывается. В зоне цепного поля ткань растягивается до определённой ширины с помощью параллельно двигающихся клуппных цепей. Чтобы избежать разрыва кромок ткани, необходимо следить за исправностью клуппов.
По конструкции валковые мерсеризационные машины, выпускаемые объединением «Текстима» (ФРГ), фирмами «Бентелер» (ФРГ), «Вакаяма» (Япония), «Бенингер» (Швейцария), мало отличаются друг от друга.
На всех этих машинах ткань зажимается между обрезиненными валами в зонах мерсеризации, что предупреждает её усадку (допускается усадка 2 %), этому содействует создание в жале валов высокого давления.
Валковые машины. Оборудование для совмещенных способов отваривания и мерсеризации
Валковые машины предназначены для мерсеризации легких и средних тканей. К ним относятся прежде всего ткани летней подгруппы типа батистов, вольты, вуаль-крепа и другие ткани (гребенные, полугребенные) из тонковолокнистого хлопка. Ассортимент мерсеризуемых на валковых машинах тканей может быть разнообразным.
Принцип мерсеризации, в отличие от цепных машин, состоит в более длительной обработке тканей в мерсеризационных щелоках, а стабилизирующее усилие осуществляется тяжелыми металлическими и обрезиненнымн валами, расположенными один над другим. Нижние валы — металлические, имеют принудительное вращение от привода; верхние, обрезиненные, свободно лежат на нижних.
Ткань в щелочной ванне (230—250 г/л едкого натра) при линейной скорости 40 м/мин находится в течение 40 с, далее промывается горячей (температура 60—70 °С) водой, выщелачивается, промывается горячей, а затем холодной водой. Иногда после промывки холодной водой следует обработка в слабом растворе серной кислоты для нейтрализации остатков щелочи с последующей отмывкой кислоты водой.
Мерсеризация улучшает свойства тканей, увеличивает срок их службы, особенно ситцев, которые подвергаются интенсивному воздействию инсоляции в летний период.
Оборудование для совмещенных способов отваривания и мерсеризации
Кроме рассмотренного оборудования, значительный интерес представляет оборудование, применяемое для совмещенных способов отваривания и мерсеризации, мерсеризации и беления. Эти процессы можно осуществлять на уже установленных отбельных линиях с сапожковыми запарными машинами (фирмы «Амдес», Франция) и линиях с рулоноперемоточными запарными машинами, где обработка ткани в рулоне в известной степени способствует стабилизации её размеров за счет сил трения между соседними слоями ткани. Комплект оборудования в данном случае могут составлять, например, часть линии ЛОР-140, валковая мерсеризационная машина «Текстима», СБМ 2-30/220-1 и накатная машина Н-120.
Результатом разработки базовых многоцелевых машин, позволяющих комплектовать поточные линии различного назначения, в том числе максимально совмещать технологические процессы, явилось создание линии ЛМО-140 для совмещения мерсеризации и отваривания хлопчатобумажных тканей. В состав линии ЛМО-140 входят: секция из двух ванн для пропитывания ткани раствором едкого натра, камера длительного запаривания КДЗ-140, выщелачиватель из двух ванн и семь ванн для промывки и нейтрализации. Линия заканчивается барабанной сушильной машиной на 30 цилиндров. Ткань в процессе обработки пропитывается раствором едкого натра (150—250 г/л) при температуре, близкой к температуре кипения (при этом из раствора удаляется кислород воздуха), отжимается и запаривается при температуре 100—102°С и избыточном давлении 60—100 Па в течение 60—90 мин натянутым полотном в рулоноперемоточ-ной камере КДЗ-140. В заключение ткань выщелачивают, промывают, нейтрализуют, промывают и сушат.
Односторонняя мерсеризация тканей осуществляется плюсовкой, у которой нижний вал стальной гравированный, а верхний — обрезиненный. При работе только нижний вал погружается в раствор щелочи.

## Технический контроль и пороки мерсеризации
При мерсеризации ткани контролю подвергается состояние оборудования, концентрация и температура питающего и рабочего растворов едкого натра, качество промывки ткани, степень отжима ткани и её ширина при выходе из мерсеризационной машины, а также степень мерсеризации ткани (баритовое, йодное число).
Концентрация и температура раствора едкого натра проверяется в щелочной части бесцепной машины и в плюсовках цепной машины по нормам технологической проводки и определяется ареометром.
Ширина ткани после мерсеризации должна составлять не менее 87 % ширины суровой ткани. Контролируются также физико-механические свойства тканей, блеск, накрашиваемость и др.
При мерсеризации на тканях могут образоваться следующие пороки:
- разрывы кромок на цепных машинах от чрезмерного натяжения ткани в цепях, а также при неисправности клуппов цепей;
- неравномерная ширина ткани, возникающая при остановке машины в результате усадки той части ткани, которая находилась в плюсовке, или от выскакивания кромок из клуппов цепей;
- неполная мерсеризация от заниженной концентрации едкого натра;
- разнотон (перевалы) при крашении из-за длительного останова валковой мерсеризационной машины и разной степени мерсеризации ткани, находившейся в растворе щелочи и вне раствора.

Степень мерсеризации чаще всего определяют по баритовому числу. Метод основан на том, что мерсеризованная целлюлоза (гидратцеллюлоза) поглощает из раствора большее количество гидроокиси бария Ba(OH)2, чем природная немерсеризованная целлюлоза.
Баритовым числом называют отношение количества гидроокиси бария, поглощенного мерсеризованным волокнистым материалом к количеству гидроокиси бария, поглощенного немерсеризованным волокнистым материалом.
Обычно для мерсеризованном ткани — Бч = 130…140; ткани, имеющие баритовое число менее 110, считаются немерсеризованными.
Степень мерсеризации можно определять по поглощению йода (йодное число находится в пределах 124—140).